# 生神女就寝大聖堂 (クルージュ＝ナポカ)
座標: 北緯46度46分19秒 東経23度35分46秒 / 北緯46.77197度 東経23.59604度

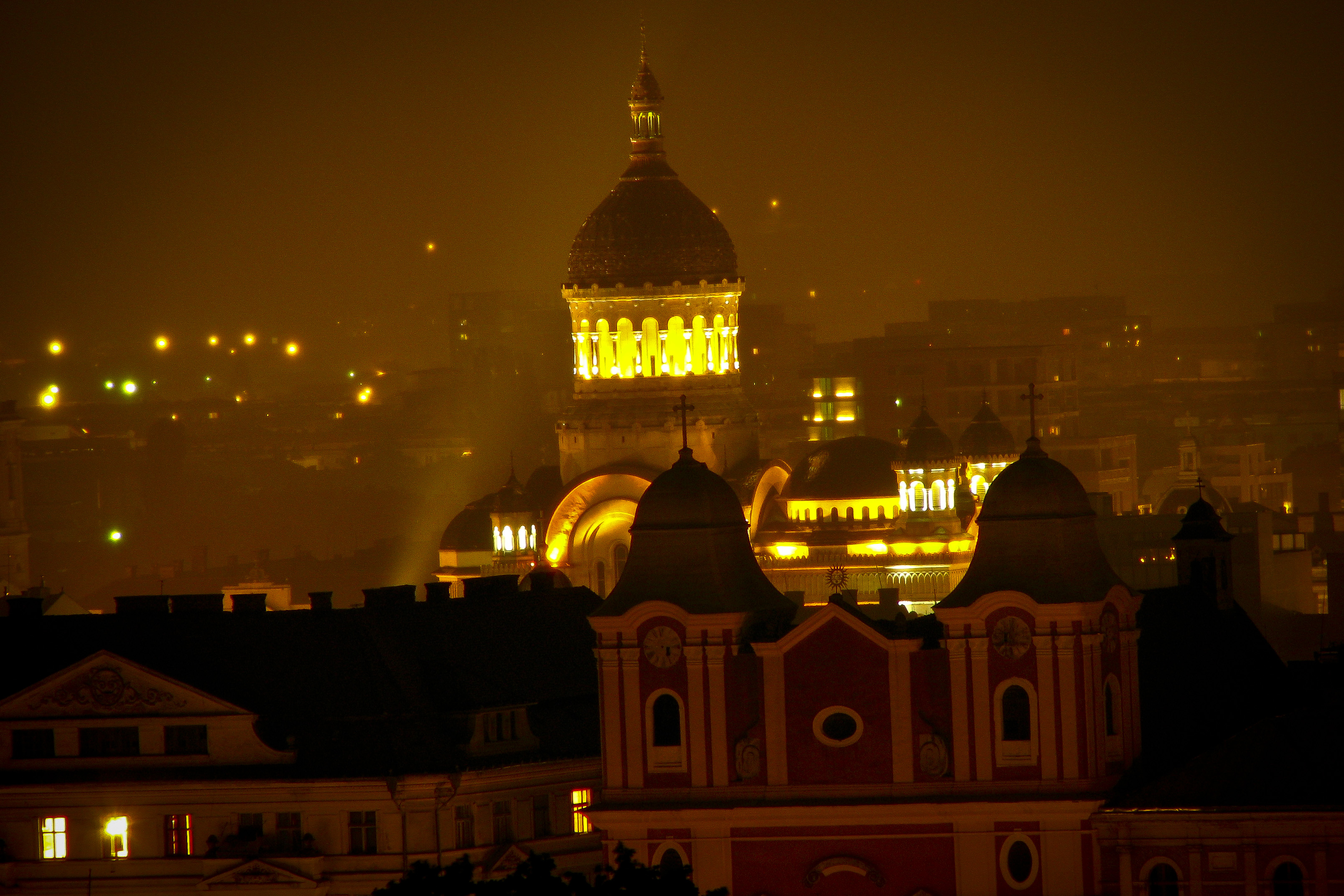
同大聖堂の夜景

クルージュ＝ナポカの生神女就寝大聖堂（しょうしんじょしゅうしんだいせいどう、ルーマニア語：Catedrala Adormirea Maicii Domnului）はルーマニアのクルージュ＝ナポカで最も有名な正教会の大聖堂である。ルーマニアのブルンコヴェネスク様式（Brâncovenesc style）で建てられ、ルネサンス建築とビザンティン建築の総合がみられる。クルージュ・ナポカ劇場とアヴラム・イアンク像とともに、アヴラム・イアンク広場に位置している。
大聖堂はクルージュ＝ナポカ、アルバ、クリシャナ（Crişana）、およびマラムレシュ（Maramureş）の府主教座大聖堂である。大聖堂は生神女就寝（ルーマニア語：Adormirea Maicii Domnului）を記憶している。

## 歴史
大聖堂はルーマニア王国へのトランシルヴァニア合同後の1923年から1933年までの間に建設された。当時クルージュの主教であったニコラエ・イヴァン（1855年 - 1936年）が場所の提案や建設資金の獲得に働いた。1923年9月からこれらの事業は開始された。
大聖堂の建設プロジェクトはジョルジェ・クリスティネル（George Cristinel）とコンスタンティン・ポンポニウ（Constantin Pomponiu）によって進められた。彼等はマラシェシュティ（Mărăşeşti）の廟も設計している。
1933年11月5日、大聖堂は公に、全ルーマニア総主教ミロン・クリステア（Miron Cristea）、トランシルヴァニアの府主教ニコラエ・バラン、クルージュの主教イヴァンによって開かれた。成聖式にはルーマニア国王カロル2世と皇太子ミハイ1世が参祷している。

## 装飾
大聖堂のメインのドームはイスタンブールのアギア・ソフィア大聖堂から影響を受けており、ブランコヴェネスク様式の4本の塔に囲まれている。ドームを支える18本の大きな石柱は彫刻を施されている。大聖堂の主要な建築資材はバチウ（Baciu）とボンポトック（Bompotoc）から切り出された石材である。
内部の壁面は1928年から1933年までの間にアナスタシエ・デミアン（Anastasie Demian）とカトゥル・ボグダン（Catul Bogdan）によって描かれた。二人は共に、地元の藝術大学の教授であった。